# جوني جوزانج
جوناثان آنه جوزانغ (مواليد 17 مارس 2001) هو لاعب كرة سلة أمريكي محترف لفريق يوتا جاز التابع للاتحاد الوطني لكرة السلة (الدوري الاميركي للمحترفين)، بموجب عقد ثنائي الاتجاه لصالح فريق سولت ليك سيتي ستارز. من الدوري الاميركي للمحترفين جي الدوري . بدأ مسيرته الجامعية في كرة السلة حيث لعب موسمًا واحدًا مع فريق كنتاكي وايلد كاتس قبل أن ينتقل إلى جامعة كاليفورنيا في لوس أنجلوس بروينز . تم اختيار جوزانغ مرتين في جميع المؤتمرات في Pac-12 ، وحصل على مرتبة الشرف من الفريق الثالث جميع الامريكيين باعتباره مبتدئًا في عام 2022. بصفته طالبًا في السنة الثانية في عام 2021، تقدم فريق بروينز إلى النهائي الرابع من بطولة NCAA 2021 ، وتم تعيينه في فريق جميع البطولة.

## وصلات خارجية
لم يتم العثور على روابط لمواقع التواصل الاجتماعي.